# Scholares Minores pro Musica Antiqua
Scholares Minores pro Musica Antiqua – zespół młodzieżowy muzyki dawnej z Poniatowej, założony w 1975 przez małżeństwo muzykologów Danutę i Witolda Danielewiczów. Koncertował w największych instytucjach muzycznych świata – Filharmonii Narodowej w Warszawie, Morgan Opera House w Nowym Jorku, Operze w Sydney, Filharmonii Berlińskiej.
Do zespołu tego należą uzdolnione muzycznie dzieci, głównie ze środowisk wiejskich, które śpiewają utwory średniowieczne, renesansowe i barokowe w kostiumach z epoki, wykonują tańce historyczne oraz grają na dawnych instrumentach:
- fidel kolanowa
- skrzypce barokowe
- szałamaje
- krummhorny
- cornamusa (dudy)
- harfa gotycka
- lira korbowa